# Lutverci
Lutverci je naselje u slovenskoj Općini Apači. Lutverci se nalazi u pokrajini Štajerskoj i statističkoj regiji Pomurju. 

## Stanovništvo
Prema popisu stanovništva iz 2002. godine naselje je imalo 349 stanovnika.

## Sport
Održava se malonogometni Memorialni dnevno-nočni Bakijev turnir.